# Добровольський Дмитро Олегович
Дмитро́ Оле́гович Доброво́льський (1968, Київ) — український художник, член Спілки художників України. Імпресіоніст. Працює олійними фарбами на кольорових фонах переважно мастихіном. Зараз проживає в Таллінні,Естонія. Робить виставки в багатьох країнах Європи. Картини можно придбати через сайт ddobrovolsky.com.

## З творчої біографії
Закінчив художньо-промисловий технікум, Київську академію образотворчого мистецтва та архітектури.
Проілюстрував шкільні підручники з образотворчого мистецтва для 4–5 класів.
Створив серії пейзажів, присвячених Києву, Лондону, Единбурґу, Криму, Таллінну. Деякі роботи зберігаються в Батуринському історико-культурному заповіднику «Гетьманська столиця» (Чернігівська область).
Учасник ряду українських загальнонаціональних та міжнародних виставок та виставок-продаж картин. Зокрема в Англії, Німеччині, Естонії, Франції, Голландії, Фінляндії, Росії.
Успішно проводить персональні виставки у Великій Британії (музей «Лейтон Хаус», галерея «Айс Хаус», «Нексус гелері»).
Найдорожча робота Д. Добровольського коштувала 7 тис. англійських фунтів стерлінгів. Серед покупців його картин — продюсер Scorpions Род Максвін, подружжя мільйонерів Джозеф і Кейті Лейтч.